# Lakrisal

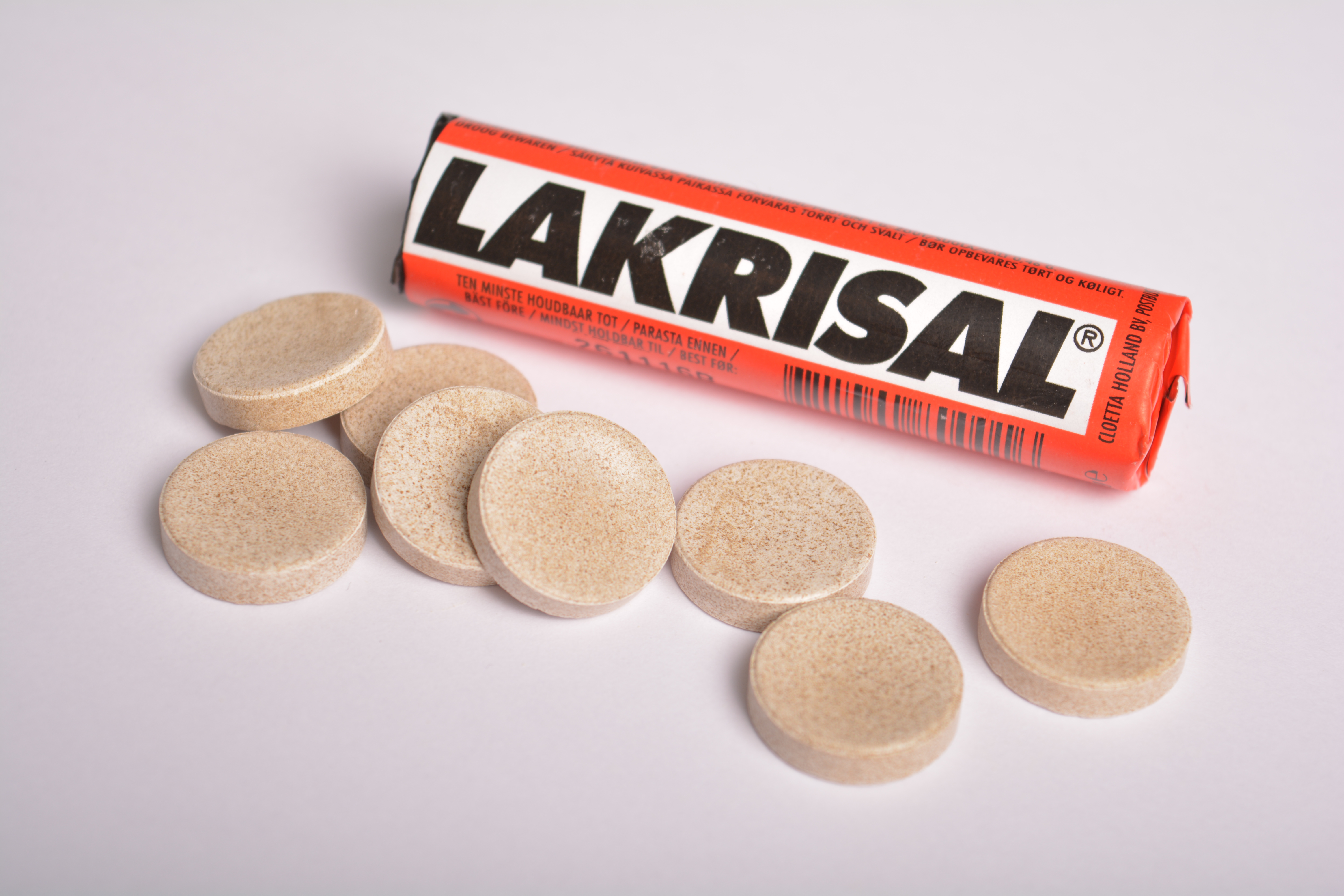
Några Lakrisal-tabletter.

Lakrisal är ett varumärke för saltlakrits från Cloetta (under varumärket Malaco) som säljs i de nordiska länderna och Nederländerna. 
Till skillnad från de flesta godissorter innehållande salmiak, så innehåller Lakrisal inte gummi arabicum (E 414) eller stärkelse. Istället är de nästan helt bestående av socker, lakrits och salmiak. På grund av detta är Lakrisaltabletter hårda och pulvriga, och är ihoppressade för att bibehålla sin form. 
Lakrisal är Cloettas variant av Mazettis produkt Bronzol, som lanserades som en halstablett. Reklamen för denna vara lever kvar i dess slogan: "Hälsan för halsen, Bronzol" med samma melodi som "Kvart över elva, halv tolv". Lakrits eller salmiak i halstabletter är något som funnits i olika sorters halstabletter i Norden sedan 50-talet. Även rena hostmediciner som Quilla Simplex använder samma smakämnen.